# 三台子水库
三台子水库是中国辽宁省沈阳市康平县境内的一座水库，位于辽河支流李家河上，建于1944年。水库正常库容为1940万立方米，集雨面积为143平方千米，海拔为82米。